# Juan Ramón Lodares
Juan Ramón Lodares (Madrid, 17 de marzo de 1959 - Carretera de El Escorial hacia Guadarrama (M-600), 4 de abril de 2005) fue un lingüista español, discípulo de Gregorio Salvador.

## Biografía
Doctor en Filología hispánica por la Universidad Complutense de Madrid. Fue profesor de Filología hispánica en la Universidad Autónoma de Madrid. Autor de numerosos trabajos sobre la circunstancia histórica, política y cultural de la lengua española. Entre sus obras destaca El paraíso políglota, que quedó finalista del Premio Nacional de Ensayo (2000). Colaboraba periódicamente en los principales medios de prensa españoles. Murió en accidente de tráfico en abril de 2005, arrollado por un camión.

## Obras
- El paraíso políglota (Taurus, 2000). Finalista del Premio Nacional de Ensayo.
- Gente de Cervantes: Historia humana del idioma español (Taurus, 2001).
- Lengua y patria (Taurus, 2002).
- El porvenir del español (Taurus, 2005).